# Episodi di Piccoli brividi (seconda stagione)
La seconda stagione della serie televisiva Piccoli brividi è composta da 25 episodi, andati in onda in Canada dal 1996 al 1997.
| nº | Titolo originale                      | Titolo italiano                          | Romanzo                                           | Prima TV Canada   | Prima TV Italia |
| -- | ------------------------------------- | ---------------------------------------- | ------------------------------------------------- | ----------------- | --------------- |
| 1  | Be Careful What You Wish For...       | La sfera di cristallo                    | La sfera di cristallo                             | 11 maggio 1996    |                 |
| 2  | Attack of the Mutant: Part 1          | L'attacco del mutante (prima parte)      | L'attacco del mutante                             | 7 settembre 1996  |                 |
| 3  | Attack of the Mutant: Part 2          | L'attacco del mutante (seconda parte)    | L'attacco del mutante                             | 7 settembre 1996  |                 |
| 4  | Bad Hare Day                          | Il trucco del coniglio                   | Magico inganno                                    | 14 settembre 1996 |                 |
| 5  | The Headless Ghost                    | Il fantasma senza testa                  | Il fantasma senza testa                           | 21 settembre 1996 |                 |
| 6  | Go Eat Worms                          | Vendetta strisciante                     | Vendetta strisciante                              | 28 settembre 1996 |                 |
| 7  | You Can't Scare Me!                   | La notte dei mostri di fango             | La notte dei mostri di fango                      | 5 ottobre 1996    |                 |
| 8  | Revenge of the Lawn Gnomes            | La vendetta degli gnomi                  | La vendetta degli gnomi                           | 12 ottobre 1996   |                 |
| 9  | Ghost Beach                           | La spiaggia degli spettri                | La spiaggia degli spettri                         | 19 ottobre 1996   |                 |
| 10 | Attack of the Jack-O'-Lanterns        | Le zucche di Halloween                   | Le zucche della vendetta                          | 26 ottobre 1996   |                 |
| 11 | The Haunted Mask II: Part 1           | La maschera maledetta II (prima parte)   | La maschera maledetta n.2                         | 29 ottobre 1996   |                 |
| 12 | The Haunted Mask II: Part 2           | La maschera maledetta II (seconda parte) | La maschera maledetta n.2                         | 29 ottobre 1996   |                 |
| 13 | Let's Get Invisible!                  | Uno, due, tre, invisibile                | 1,2,3... invisibile!                              | 2 novembre 1996   |                 |
| 14 | The Scarecrow Walks at Midnight       | Spaventapasseri viventi                  | Spaventapasseri viventi                           | 9 novembre 1996   |                 |
| 15 | Monster Blood (1)                     | Un barattolo mostruoso (prima parte)     | Un barattolo mostruoso                            | 16 novembre 1996  |                 |
| 16 | More Monster Blood (2)                | Un barattolo mostruoso (seconda parte)   | Un barattolo mostruoso Un barattolo mostruoso n.2 | 16 novembre 1996  |                 |
| 17 | Vampire Breath                        | Respiro di vampiro                       | Alito di vampiro                                  | 23 novembre 1996  |                 |
| 18 | How to Kill a Monster                 | Come eliminare un mostro                 | Minaccia nel fango                                | 1º febbraio 1997  |                 |
| 19 | Calling All Creeps!                   | Mostri a rapporto                        | Metamorfosi totale                                | 15 febbraio 1997  |                 |
| 20 | Welcome to Dead House: Part 1         | La casa della morte (prima parte)        | La casa della morte                               | 29 giugno 1997    |                 |
| 21 | Welcome to Dead House: Part 2         | La casa della morte (seconda parte)      | La casa della morte                               | 29 giugno 1997    |                 |
| 22 | Don't Wake Mummy                      | Non svegliare la mummia                  | Non svegliate la mummia                           | 12 luglio 1997    |                 |
| 23 | The Blob That Ate Everyone            | Il mostro informe                        | L'avventura del mostruoso blob                    | 19 luglio 1997    |                 |
| 24 | Night of the Living Dummy III: Part 1 | Il pupazzo parlante 3º (prima parte)     | Il pupazzo parlante n.3                           | 20 luglio 1997    |                 |
| 25 | Night of the Living Dummy III: Part 2 | Il pupazzo parlante 3º (seconda parte)   | Il pupazzo parlante n.3                           | 20 luglio 1997    |                 |

## La sfera di cristallo
- Titolo originale: Be careful what you wish for
- Tratto da: La sfera di cristallo

Samantha Byrd è una ragazza timida e impacciata, il bersaglio preferito di Judith, la sua compagna di squadra di basket. Un giorno, trova un ciondolo con una gemma rossa e si imbatte in Clarissa, una strana donna che è in realtà una chiromante. Lei le dice di esprimere tre desideri, che si avvereranno. Come primo desiderio, Samantha chiede di essere la miglior giocatrice di basket della squadra. Ma quando il desiderio si avvera, le altre compagne sono debolissime e quasi moribonde; come secondo desiderio, Samantha chiede che tutti spariscano. Ma quando torna a casa, trova la cittadina invasa da uno sciame di mosche. Come terzo desiderio, Samantha chiede che tutto torni normale e che, invece di lei, fosse stata Judith a parlare con Clarissa. Il desiderio si avvera, e infatti è Judith a parlare con la chiromante per poi finire trasformata in una statua di pietra: aveva infatti chiesto di venire ricordata in eterno!

## L'attacco del mutante (prima parte)
- Titolo originale: Attack of the Mutant: Part 1
- Tratto da: L'attacco del mutante

Skipper Matthews è un ragazzo dodicenne gran collezionista di fumetti, soprattutto quelli del Mutante Mascherato, cosa che al padre non è che piaccia molto. Ciò che lui non sa è che lo stesso Mutante ha deciso di uscire dai fumetti per entrare nel mondo reale. Un giorno, sull'autobus, Skipper conosce una ragazzina della sua età, Libby, che come lui colleziona fumetti. La conversazione tra i due è così appassionante che Larry dimentica la fermata dove deve scendere. Si ritrova così in un punto della città che non conosce e, nella via per tornare a casa, si imbatte in un edificio che conosce molto bene ma che non dovrebbe esserci: è infatti il rifugio segreto del Mutante Mascherato. Alcuni giorni dopo decide di entrare lì dentro con Libby per saperne di più. Appena entrano nell'edificio, Skipper viene colpito da una strana luce gialla. Mentre camminano per i corridoi e scendono di piano in piano, Libby si perde e Skipper entra in una stanza bianca dove vede dei disegni del Mutante Mascherato, della Gazzella Galoppante (il suo arcinemico) e degli altri eroi. Resta però di sasso quando vede delle tavole che lo ritraggono. Incredulo, sente un rumore. Quando si volta, si trova davanti il Mutante Mascherato in persona.

## L'attacco del mutante (seconda parte)
- Titolo originale: Attack of the Mutant: Part 2
- Tratto da: L'attacco del mutante

Skipper e il Mutante Mascherato sono faccia a faccia, ma si rivela essere solo una sagoma di cartone con Libby dietro. Non avendo trovato niente, i due decidono di uscire. Quella sera, mentre Skipper è a cena con i suoi, si sente strano: mentre suo padre sta parlando, lui lo vede come se fosse un fumetto animato. Chiude gli occhi e in un baleno la visuale torna normale. Il giorno dopo racconta al suo migliore amico Wilson ciò che ha visto, ma Wilson lo liquida con una spiegazione più razionale. I giorni passano e Skipper si sente sempre più strano, continuando a vedere le cose come se fossero fumetti animati. Una sera, Skipper riceve un fumetto dal titolo "Un nuovo nemico per il Mutante". Quando lo apre, è incredulo: il fumetto, infatti, lo ritrae nel momento in cui è sgattaiolato nell'edificio colorato che sembrava essere il rifugio del Mutante. Corre a farlo vedere al padre, ma non ottiene nulla in quanto l'uomo, fortemente miope, ha momentaneamente tolto i suoi occhiali. Fortemente deciso a scoprire la verità, esce di casa per andare nel rifugio del mutante aiutandosi col fumetto. 
Una volta nell'edificio, rimane di stucco quando vede un uomo legato: è la Gazzella Galoppante, il capo dell'Associazione dei Buoni (una parodia della Justice League), che gli rivela che è lui che dovrà aiutarlo a sconfiggere le forze del male. Una volta slegato, la Gazzella si siede per aspettare il Mutante...ma la sedia dove si trova è il Mutante stesso. A quel punto, la Gazzella scappa via lasciando Skipper col Mutante. Dopo un momento di esitazione, Skipper decide di giocare secondo le regole del Mutante e gli rivela di essere così "l'Imbattibile Elastic Boy", il cui punto debole è l'acido solforico. Il ragazzino riesce a sconfiggere il supercattivo dal momento che il suo punto debole è trasformarsi in qualsiasi cosa sia allo stato liquido o gassoso.
Col Mutante Mascherato fuori combattimento, Skipper può tornare alla vita di prima. Una sera, la madre gli nota delle strane macchie sulle mani e decide di pulirle. Skipper le dice che non macchierà nulla e va a guardare la televisione. Tuttavia succede qualcosa: mentre Skipper è nell'altra stanza, la madre è ancora indaffarata a pulirgli la mano per poi rendersi conto che si è allungata a dismisura. Ora Skipper è diventato un supereroe, è diventato davvero l'Imbattibile Elastic Boy.
Curiosità: In questo episodio, il ruolo della Gazzella Galoppante è affidato ad Adam West.

## Il pupazzo parlante 3° (prima parte)
- Titolo originale: Night Of The Living Dummy III: Part 1
- Tratto da: Il Pupazzo Parlante 3

Il padre di Trina e Dan O'Dell è un famoso ventriloquo che, ogni tanto, fa qualche spettacolo di beneficenza. Tutti i suoi pupazzi sono rinchiusi nella soffitta. Una notte, Trina sale in soffitta attratta da un richiamo, per poi vedere Rocky, un pupazzo vestito come un gangster, parlarle. Trina capisce che è uno scherzo di suo fratello Dan, ma rimane incredula quando vede lo stesso Dan apparire dietro di lei. Spaventati, capiscono che è tutto uno scherzo del padre. Tutta la famiglia è in soffitta per due motivi: il primo è la notizia dell'arrivo imminente dell'odiato cugino Zane, bersaglio degli scherzi dei due ragazzi, mentre il secondo è il nuovo acquisto del padre, un pupazzo con la testa spaccata in due che scopriranno si chiama Slappy. Trina prende uno strano biglietto che recita le seguenti parole: karru marri odonna loma molonu karrano. Non appena tutti vanno a dormire, Slappy si rigenera.
Il giorno dopo, arriva Zane, un ragazzino all'apparenza spocchioso e arrogante con l'hobby della fotografia.
I giorni passano, ma Zane non si sente a suo agio: ha infatti paura dei pupazzi, e sembra che Trina e Dan ne approfittino per fargli degli scherzi a tema, anche se loro non ne sanno nulla.
Una notte però Trina e Dan sono in soffitta quando sentono che arriva qualcuno: è infatti Zane, che aveva sempre finto di avere paura dei pupazzi mentre invece aveva architettato tutto per vendicarsi degli scherzi di Trina e Dan. Preso con le mani nel sacco, Zane viene spinto a "confessare", ma proprio in quel momento arriva un altro personaggio: Slappy, che ha preso vita e che giura di fargli vedere di cosa sono capaci i veri professionisti. Ma ha bisogno di un partner, e quindi col suo alito magico risveglia Rocky, che diventa il suo braccio destro.
Curiosità: Zane è interpretato da un giovane Hayden Christensen, futuro Anakin Skywalker della saga di Star Wars.

## Il pupazzo parlante 3° (seconda parte)
- Titolo originale: Night Of The Living Dummy III: Part 2
- Tratto da: Il Pupazzo Parlante 3

Ormai la vita può scorrere tranquilla per gli O'Dell: Zane e i ragazzi hanno fatto pace e i loro genitori possono prendersi un po' di tempo per loro. Una sera vanno a mangiare fuori, lasciando i ragazzi da soli. Quella notte però succedono strane cose: un pupazzo viene trovato in un recipiente. Trina pensa che sia uno scherzo di Zane, che però non ne sa nulla e accusa i due ragazzi. Alla fine, capiscono che il responsabile è Slappy e cercano di fermarlo a tutti i costi. Trina capisce che, se è stata la formula magica a riportarlo in vita, forse la stessa detta al contrario può spezzare l'incantesimo. La trovata sembra funzionare...ma all'apparenza, perché Slappy e Rocky sono vivi e vegeti. I ragazzi provano a scappare, ma nella fuga Zane viene trasformato in pupazzo da Slappy. Tornando di nuovo in soffitta per la resa dei conti finale, Trina prova a far ragionare Rocky: gli ricorda infatti che lui è sempre stato il preferito di suo padre, che lo aveva portato a tutti i suoi spettacoli e che lo considerava uno di famiglia e mai lo avrebbe trattato come uno schiavo. A quel punto, Rocky si ravvede e si ribella a Slappy iniziando a lottare con lui. Nella lotta, Slappy viene scaraventato fuori dalla finestra, dove infuria una tempesta. Improvvisamente, un fulmine colpisce Slappy, frantumandolo e così uccidendolo, mettendo fine all'incantesimo. Zane ritorna normale, ma Rocky così facendo torna ad essere un pupazzo senza vita.
Il giorno dopo, Trina riordina i pupazzi. Sistemando il cappello di Rocky, gli dà un bacio ringraziandolo per averli aiutati nella lotta con Slappy. Zane è pronto per tornare a casa sua, dicendo di come si sia divertito e pensando di invitare Trina e Dan per passare il Natale con lui.
Al momento dei saluti, però, Zane si ferma improvvisamente, gira la testa di centottanta gradi e dice: "Noi tre ci rivedremo molto presto...cugini!", cosa che fa pensare che il maleficio di Slappy non sia stato spezzato completamente.